# Hydrovatus longistilus
Hydrovatus longistilus är en skalbaggsart som beskrevs av Bilardo och Rocchi 2008. Hydrovatus longistilus ingår i släktet Hydrovatus och familjen dykare. Inga underarter finns listade i Catalogue of Life.